# کورانکیج
ابو شجاع کورانکیج بن فارادی فرمانده نظامی دیلمی بود که مدتی کوتاه، در سال ۹۴۱ میلادی، خود را امیرالامرای خلافت عباسی نامید.

## اقدامات

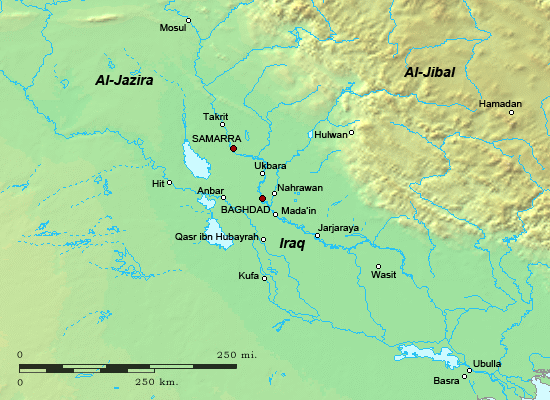
نقشه عراق در قرون ۹ تا ۱۰ میلادی

کورانکیج یک فرمانده دیلمی بود که در ارتش ابوعبدالله البریدی خدمت می‌کرد و ۳۱ ماه مه ۹۴۱ بغداد در اسیر بود. در ۲۷ ژوئن، سربازان ارتش بریدی شورش کردند؛ دیلمی‌های این ارتش کورانکیج را به عنوان رهبر خود انتخاب کردند و تاکیناک به عنوان رهبر گروه رقیب که تُرک بودند، انتخاب شد. کورانکیج و تاکینک با یکدیگر همکاری کردند و به نیروهای خود پیوستند تا به البریدی حمله کنند و گنجینه‌هایی را که البریدی جمع‌آوری کرده بود، غارت کنند. ترک‌ها توانستند با بریدن پل بین شرق و غرب بغداد، خود را نجات دهند و به سرعت شهر را ترک کنند. با پیوستن مردم به شورش ارتشیان، جنگ تمام شد.  
با رفتن البریدی، در ۳ ژوئیه کورانکیج بدون رقیب در شهر ماند و از خلیفه ناتوان عباسی، المتقی، عنوان امیرالامرا دریافت کرد. در همان شب، تاکیناک دستگیر و غرق شد.  کورانکیج ابوالفرج بن عبدالرحمن آل اصفهانی را به عنوان وزیر خارجه خود (کاتب)، و علی بن عیسی بن الجراح و برادرش عبدالرحمن را به عنوان سران دولت، اما بدون عنوان وزیر، منصوب کرد. اما این ترتیب دیری نپایید؛ در عرض چند روز، برادران بنی الجراح برکنار شدند و ابو اسحاق محمد بن احمد القراریتی وزیر شد.  در حالی که البریدی نیروهای جدیدی را جمع‌آوری کرده بود و از پایگاه خود در بصره به واسط آمد، کورانکیج نیروهای خود را تحت فرماندهی دیلمی دیگری، به نام اسپهان، برای مقابله با آن‌ها فرستاد. بریدیان با خبر نزدیک شدن اسپهان، واسط را ترک کردند و به بصره عقب‌نشینی کردند. 
در این میان، سربازان تُرکی که بغداد را ترک می‌کردند، به یکی از امیرالامراهای سابق، محمد بن رائق، که به سوریه گریخته بود، پیوستند ابن رائق نامه‌ای از خلیفه متقی دریافت کرد که از وی دعوت می‌کرد به پایتخت عباسیان بازگردد.  هنگامی که کورانکیج خبر لشکرکشی ابن رائق به بغداد را دریافت کرد، اسپهان را از واسط بازخواست و اینچنین واسط به دست بریدیان بازگشت. در ۲۲ اوت نیز وزیر القراریطی را عزل کرد و ابوجعفر محمد بن قاسم الکرخی را جایگزین وی کرد. 
با نزدیک شدن ابن رائق به بغداد، کورانکیج از شهر خارج شد و عازم عکبرا شد. دو سپاه چند روز با هم جنگیدند، اما ابن رائق نتوانست پیروز شود. با این وجود، در ۲۳ اوت، گروهی از سپاه ابن رائق به فرماندهی ابن مقاتل وارد بغداد شدند و دو روز بعد، بخش اعظم سپاه ابن رائق، و کورانکیج یک روز بعد به دنبال آن وارد بغداد شدند. گویا کورانکیج و افرادش حریف خود را تحقیر می‌کردند و گفته می‌شود که خود ابن رائق نیز در فکر بازگشت به سوریه بوده‌است. اما در درگیری که در خود شهر رخ داد، عده‌ای از افراد ابن رائق موفق شدند از پشت به دیلمیان حمله کنند. دیلمی‌ها وحشت کردند و پراکنده شدند، زیرا مردم نیز به آن‌ها حمله می‌کردند. کورانکیج مخفی شد و جانشینی ابن رائق محفوظ ماند.   در ۲۲ سپتامبر، ابن رائق بازماندگان دیلمی را اعدام کرد، و روز بعد، او را به امیرالامرایی منصوب کردند. کورانکیج کشف و در کاخ زندانی شد.  
وقتی بریدیان تحت سرکردگی ابوالقاسم حسین البریدی بغداد را در ماه مارس ۹۴۲ فتح کردند، کورانکیج همچنان در زندان به سر می‌برد. ابوالحسین او را نزد برادرش به بصره فرستاد و پس از آن چیزی از کورانکیج در دست نیست. 